# Pselliophorus tibialis
El cerquero musliamarillo (Pselliophorus tibialis) es una especie de ave paseriforme de la familia Passerellidae endémica de Costa Rica y el oeste de Panamá. 

## Descripción
El cerquero musliamarillo es un pájaro de cola larga, que mide unos 18,5 cm de largo y pesa alrededor de 31 g. Los adultos son de color gris negruzco, con la parte superior de la cabeza, la garganta, las alas y la cola negras, y cierto tono oliváceo en pecho y vientre. El amarillo intenso de sus muslos contrasta con el resto de su plumaje oscuro, y le da su nombre tanto científico como común. Los jóvenes negruzcos con las partes inferiores parduzccas y los muslos oliváceos.
Emiten una llamada de sonido metálico de tipo tchuk, y las parejas se saludan con gorgeos. El canto del macho consiste en notas altas de tipo tii tididee dii wink wink,  o similares.

## Comportamiento
El cerquero musliamarillo se alimenta de insectos y arañas, además de algunos frutos, en todos los niveles del bosque desde las copas hasta el suelo. También a veces bebe nécta de las flores. Puede observase en parejas, grupos familiares o bandadas mixtas con otros pequeños pájaros como las reinitas. 
El nido lo construye la hembra, tiene forma de cuenco y está construido con material vegetal y escondido entre las matas de hierba, bambú o el follaje denso de los árboles entre los 0.7-4.6 m de altura. La hembra suele poner dos huevos blanquecinos o azul claro, que incuba durante 12–14 días.

## Distribución y hábitat
Se encuentra únicammente en las montañas de Costa Rica y el oeste de Panamá. Es un ave abundante en los bosques de montaña húmedos, los bosques secundarios, y los matorrales desde los 1700 m de altitud hasta el límite del bosque. Fuera de la época de cría descienden y pueden encontrarse desde los 1200 m en las laderas caribeñas.